# Holzeralm (Gmund am Tegernsee)

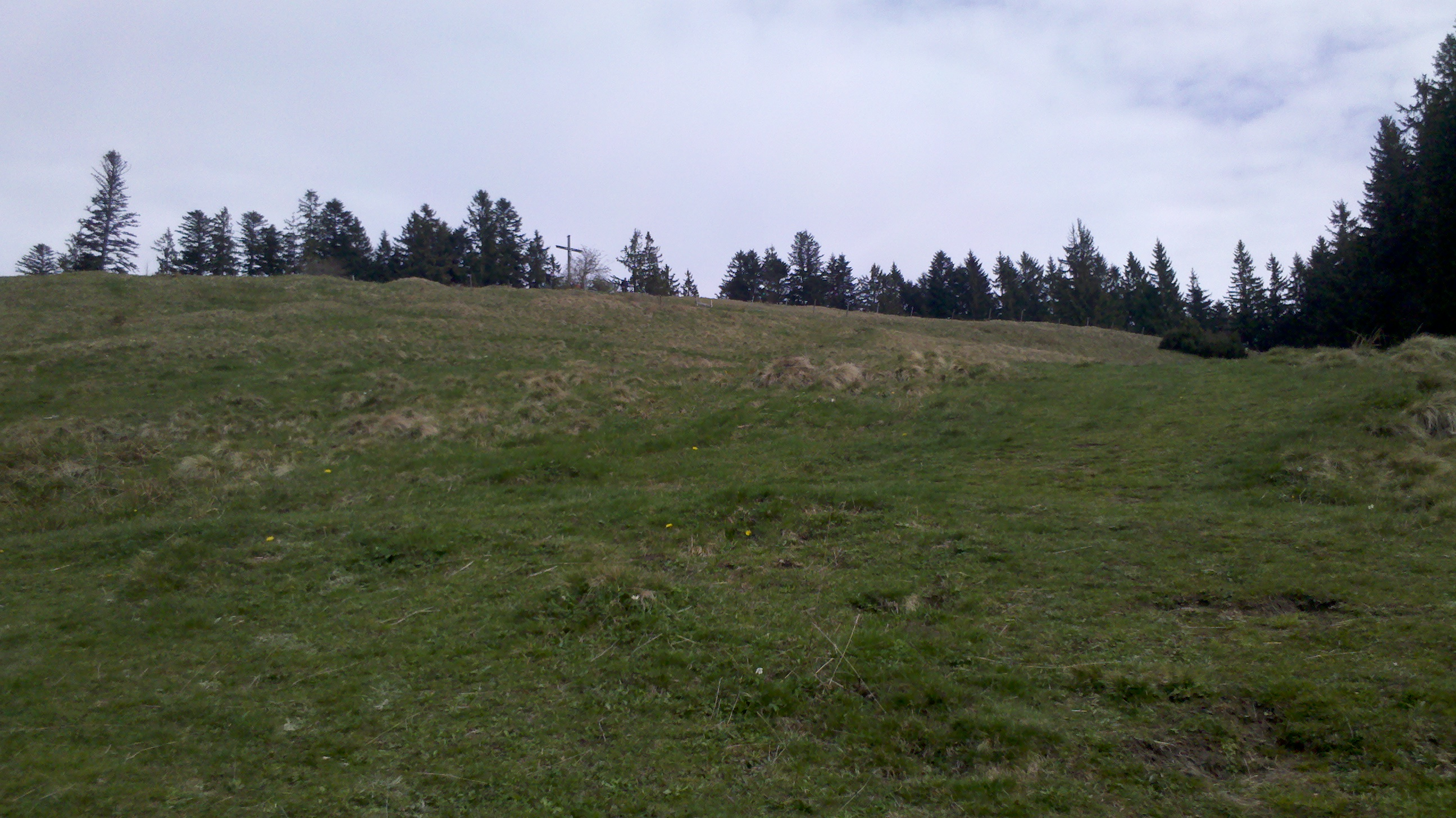
Holzeralm-Südhang mit Almkreuz

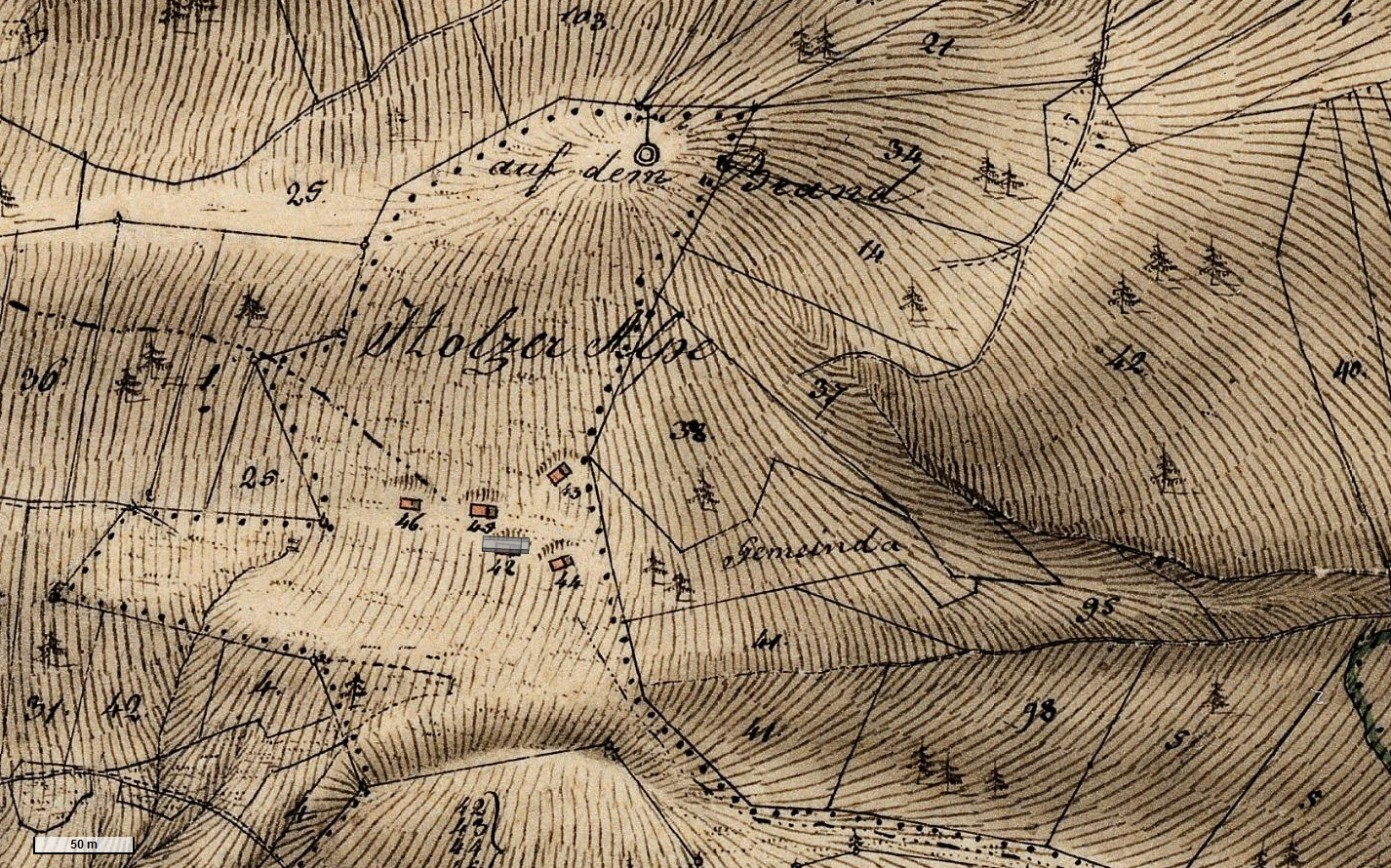
Auf der historischen Flurkarte (Bayerische Uraufnahme) sind noch fünf Almhütten der Holzer Alpe auszumachen. Die Gipfelflur trägt dort den Namen auf dem Brand.

Die Holzeralm oder Holzer-Alm ist eine Alm in den Bayerischen Voralpen. Ihr höchster Punkt liegt auf einem 1211 m ü. NHN Meter hohen Wasenkogel im Norden der Almweide. Die Alm liegt im südlichen Bereich der Gemarkung Dürnbach der Gemeinde Gmund am Tegernsee. Der Wasenkogel bildet einen Teil des Bergrückens, der sich vom Luckenkopf über den Kogelkopf und die Nesselscheibe bis zur Holzeralm zieht.

## Geographie
Die letzte Almhütte befand sich am Südhang des Wasenkogels rund 40 Höhenmeter unterhalb des Gipfels; von dort wird der Gipfel auch über die Almwiese erreicht. Die Almweide weist eine lichte Fläche 11 Hektar auf; sie kann von Bad Wiessee, über die Nesselscheibe oder von Norden aus als Bergwanderung oder mit dem Mountainbike erreicht werden. Außerdem besteht die Möglichkeit, die Alm von Waakirchen aus über Marienstein zu erreichen. Zur Alm gehörten auch 76 Hektar Waldweide.
Etwas unterhalb des Gipfels steht ein Almkreuz.

## Geschichte
Die Alm gehörte zum Kloster Tegernsee, als dessen Eigen sie 1529 erstmals urkundlich erwähnt wird, erneut 1540 als Lehen. Ab 1928 war die Alm im Alleineigentum des Grundner von Holz. Schließlich wurde die Holzeralm gemeinsam mit der südöstlich gelegenen Winneralm bewirtschaftet. Deren Beweidung endete bereits 1946.
Von ursprünglich fünf Almhütten war noch eine erhalten. Nach einer baugeschichtlichen Untersuchung des Bayerischen Landesamtes für Denkmalpflege zur Klärung einer möglichen Denkmaleigenschaft war der vordere Teil der Hütte um 1760 errichtet, die hinteren Teile stammten aus späteren Zeiten. Die Hütte war durch Schädlinge stark zerstört, deshalb wurde sie 2018 abgerissen und ein Neubau genehmigt, dieser wurde aber nicht ausgeführt. Die letzte der anderen Hütten war bereits 1950 verfallen.